# Schefflera insignis
Schefflera insignis är en araliaväxtart som beskrevs av Chun Nien Ho. Schefflera insignis ingår i släktet Schefflera och familjen araliaväxter. IUCN kategoriserar arten globalt som starkt hotad. Inga underarter finns listade.